# 京成モニ10形電車
京成モニ10形電車（けいせいモニ10がたでんしゃ）は、かつて京成電鉄で使用されていた電動貨車。1968年（昭和43年）に2両が製造された。

## 概要
1968年に登場した電動ホッパ車。大栄車輌で製造された。塗装はJRの配給車に準じており、前面の警戒帯が黄色である以外は青色に塗られている。走行機器は210形を更新した際の余剰品を利用しており、吊り掛け駆動方式である。制動装置は、元空気ダメ管付自動空気ブレーキであったが、1991年（平成3年）2月、電磁直通ブレーキ（HSC）に変更された。専らリキ100形貨車と連結した4連でバラスト散布輸送を中心に使用されていた。老朽化に伴いリキ100形共々2000年（平成12年）に廃車となった。晩年は宗吾車両基地に常駐していた。

## 車体
片運転台構造で、上野方がモニ12・成田方がモニ11と車号が振られた。運転室の後ろは作業員用の控室になっておりその上にはパンタグラフとIR無線アンテナが設置されている。この辺りの構造はモニ20形に似ているが、1両の全長はモニ20形よりも850mm短い17,150mmで、そのため控室はモニ20形に比べ若干狭くなっている。控え室の後ろは最後部まで荷台が続いているが、控え室と荷台の間を通り抜けることは出来ない。荷台はバラスト散布に適した構造となっており、作業用のライトとホッパー操作用のハンドルを備えている。荷台部分の荷重は15tで、リキ100形に比べて10t少ない。なお、自重はモニ20形と同じく33tである。台車は210形由来のUD-16を履いていたが、1980年（昭和55年）に廃車となった510形のFS-28に交換し、1989年（平成元年）には新京成220形の3H-67と変わった。

## 主な用途
1968年の登場時は2連を組んでいたが、1971年（昭和46年）のリキ100形登場後はほぼ同車と4連を組み、バラスト散布を中心に使用されていた。トキ20形貨車が1両しかなかった時代は同形式とも連結することがあった。多目的に使用できるモニ20形と異なり、用途が限られていることと走行機器の老朽化が進んでいたことから前述の通り2000年に廃車された。